# Chloroleucon dumosum
Chloroleucon dumosum är en ärtväxtart som först beskrevs av George Bentham, och fick sitt nu gällande namn av Gwilym Peter Lewis. Chloroleucon dumosum ingår i släktet Chloroleucon och familjen ärtväxter. Inga underarter finns listade i Catalogue of Life.